# Kaarel Eenpalu
Kaarel Eenpalu (namnet taget 1935), född Karl August Einbund 28 maj 1888 (nya stilen, 16 maj gamla stilen) på gården Palu nära Vesneri, Tartumaa, Guvernementet Livland, död i januari 1942 i fånglägret Vjatka, Kirov oblast, Sovjetunionen, var en estnisk jurist och politiker. Han var Estlands riksäldste från 19 juli till 1 november 1932.